# Vogrsko
Vogrsko – wieś w Słowenii, w gminie Renče-Vogrsko. W 2018 roku liczyła 908 mieszkańców.